# Рубио-и-Ос, Жуаким
Жуаки́м Рубио́-и-Ос (англ. Joaquim Rubió y Ors; 30 июля 1818, Барселона — 7 апреля 1899, там же) — испанский каталонский писатель
, драматург и поэт, литературовед, преподаватель, общественный деятель. Считается одним из основателей и первых идеологов каталонизма.

## Биография
Родился в семье известного в Барселоне владельца типографии и книготорговца Жозепа Рубио. Окончил школу при торговой палате, где изучал философию, французский язык и физику, затем в 1833 году поступил в университет изучать богословие, но прервал обучение из-за отсутствия призвания к церковной деятельности. В декабре 1835 года поступил изучать право в одно из училищ при Барселонском университете, затем продолжил юридическое образование в колледже Каррераса; в 1838 году получил право перевестись на юридический факультет Барселонского университета, где и получил степень бакалавра права.
В 1840 году окончил в этом же университете факультет лингвистики, получив по окончании докторскую степень. В 1847 году получил место профессора испанской литературы в университете Вальядолида, где в 1852 году опубликовал программу изучения студентами испанской и всемирной литературы. В 1854 году женился, вскоре после этого занял кафедру всеобщей истории в Барселонском университете. В этом учебном заведении преподавал до конца жизни, 1896 году стал вице-ректором, а незадолго до смерти — ректором.
На протяжении многих лет возглавлял также так называемую «Академию прекрасных надписей» Барселоны, в 1859 году принимал участие в организации первых так называемых «игр цветов», представлявших собой творческие литературные состязания.

## Творчество
Первый сборник его стихотворений был выпущен в 1839 году под псевдонимом Ло Гайтер Льобрегат; под ним же впоследствии вышло ещё несколько сборников. Как поэт Рубио-и-Ос оценивался критиками-современниками в качестве «первого представителя каталонского романтизма, воскресившего средневековую каталонскую поэзию».
Самые известные произведения:
- «Lo gayter del Llobregat» (поэтический сборник; 1841),
- «Roudor de Llobregat ó sea los cataláns en Grecia» (эпос, 1842; был написан в 1841 году для поэтического конкурса),
- «El libro de los niños» (1845; в XIX веке входило в школьную программу в Каталонии),
- «Memoria crítico-literaria sobre el judío errante» (литературоведческая работа, 1842),
- «Desgravios y homenajes», (сборник традиционных стихотворных испанских пьес лоа, 1844),
- «Poesías» (1851), «Apuntes para una historia de la sátira» (литературоведческая работа, 1863),
- «Breve reseña del actual renacimiento de la lengua y litteratura catalana» (литературоведческая работа, 1877),
- «Ausias March y su epoca».

В 1870-е годы был одним из редакторов капитального исторического труда «Historia Universal». Кроме того, Рубио-и-Ос является автором революционного, но не призывающего к сепаратизму гимна «Cansó de Campana». Перевёл также на испанский язык ряд произведений французской литературы. Пролог к сборнику «Lo gayter del Llobregat», в котором Рубио-и-Ос провозглашал своей целью «пробудить каталонцев от их позорного и преступного безразличия» и призывал население пользоваться национальным языком, в некоторых источниках называется первым манифестом каталонского национализма.